# Pseudanthessius mucronatus
Pseudanthessius mucronatus är en kräftdjursart som beskrevs av Gurney 1927. Pseudanthessius mucronatus ingår i släktet Pseudanthessius och familjen Pseudanthessiidae. Inga underarter finns listade i Catalogue of Life.